# Bay City (Wisconsin)
Bay City é uma vila localizada no estado norte-americano de Wisconsin, no Condado de Pierce.

## Demografia
Segundo o censo norte-americano de 2000, a sua população era de 465 habitantes. 
Em 2006, foi estimada uma população de 491, um aumento de 26 (5.6%).

## Geografia
De acordo com o United States Census Bureau tem uma área de 
1,3 km², dos quais 1,3 km² cobertos por terra e 0,0 km² cobertos por água. Bay City localiza-se a aproximadamente 339 m acima do nível do mar.

## Localidades na vizinhança
O diagrama seguinte representa as localidades num raio de 24 km ao redor de Bay City. 